# العربي زروق
العربي زروق ، ولد عام 1823 بتونس العاصمة، وتوفي بالمدينة المنورة في 6 جوان 1902، سياسي تونسي وقد ترأس المجلس البلدي لبلدية تونس وهو أول مدير للمدرسة الصادقية.

## تكوينه
ينحدر العربي زروق من عائلة أرستقراطية أصيلة مدينة باجة وكانت لوالده محمد زروق علاقات مع الحكم الحسيني. وقد درس بالمدرسة الحربية بباردو بتدخل من والده لدى الباي أحمد باشا باي حيث لم تكن الدراسة فيها مسموحا بها لغير المماليك من أصول تركية أو من هم بمثابة ذلك. وقد سمح له تكوينه بدخول الجيش التونسي برتبة بمباشي ثم ارتقى إلى رتبة أمير أمراء (جنرال) في عهد محمد الصادق باي.

## وظائفه
أسندت إلى العربي رئاسة المجلس البلدي لمدينة تونس، كما ترأس دار الجلد وهي الوظيفة التي كانت تعنى بإدارة الاقتصاد الوطني. ثم وفي عام 1875 كان أول مدير للمدرسة الصادقية، بتكليف من الوزير الأكبر خير الدين، وقد أقيل من جمع وظائفه بعد الاحتلال مباشرة عام 1881.

## مواقفه
ينتمي العربي زروق إلى الحركة الإصلاحية رغم أنه لم يترك كتابات في هذا المجال، وإنما كان مساندا للإصلاحيين. وعند التوقيع على معاهدة باردو التي فرضتها فرنسا على محمد الصادق باشا باي، في 12 ماي 1881، نصح العربي زروق الباي بعدم التوقيع عليها، ودعاه للتحول إلى العاصمة ومحاربة المحتلين وإن أدى ذلك لهلاكه فداء للشعب التونسي وسيادة البلاد  وقد كلفه ذلك إقالته من وظائفه ومحاصرة منزله، وعمل مسؤولون في الحكومة وبتواظؤ مع الفرنسيين على اغتياله، وهو ما دفعه إلى الالتجاء إلى القنصلية البريطانية بتونس يوم 18 جويلية 1881 وانتقل إلى بريطانيا ومنها إلى مقر السلطنة العثمانية بإستانبول سيرة مصطفى بن إسماعيل، نفس المصدر وهناك التقى الوزير خير الدين من جديد. وما لبث أن نشط لفائدة مجموعة تركيا الفتاة، فأجبر على الخروج من البلاد  فاتجه إلى الأراضي المقدسة حيث توفي في المدينة المنورة.

## في الذاكرة
بعد الاستقلال اقترح علي البلهوان رئيس المجلس البلدي لمدينة تونس إطلاق اسمه على الساحة التي كانت تسمى بساحة لافيجري في مدخل المدينة العتيقة، غير أن مقترحه قوبل بالرفض من قبل الرئيس الحبيب بورقيبة، فأطلق اسمه على نهج تيار (Rue Thiers) المتعامد مع شارع الحبيب بورقيبة في قلب مدينة تونس. ولكن بعد مدة تحول اسم نهج العربي زروق إلى نهج ابن خلدون لاعتقاده أن العربي زروق هو من أقارب أحمد زروق وهو وزير حرب سابق يكرهه بورقيبة. ومع ذلك فهو من بين الشخصيات القليلة السابقة لعهد الحماية ممن يحظون بتقدير خاص، ويظهر ذلك من خلال إطلاق اسمه على بعض الأنهج ببعض المدن، كما أطلق اسمه على مدرسة ابتدائية بمدينة نابل.

## إشارات مرجعية
1. ↑  Réalités, n°199, juin 1989, "Larbi Zarrouk, l'homme qui a dit non", p. 29
2. ↑  سيرة مصطفى بن إسماعيل، تحقيق د. رشاد الإمام، تونس 1981، ص 66
3. ↑  Réalités, n°199, juin 1989, "Larbi Zarrouk, l'homme qui a dit non", p. 30
4. ↑  الأزقّة القديمة عنوان عراقة المعمار التونسي نسخة محفوظة 15 يونيو 2017 على موقع واي باك مشين.